# Barlow Collection
Die Barlow Collection ist eine von Sir Alan Barlow begründete Sammlung von chinesischer Keramik, Bronzen und Jaden.

## Geschichte
Sie befand sich im Bibliotheksgebäude der University of Sussex. 2011 zog die Kollektion von Sussex ins Ashmolean Museum in Oxford.
Einen Schwerpunkt der Sammlung bilden Keramiken aus der Zeit der Tang-Dynastie (618–907) und Song-Dynastie (960–1279). Die Sammlung enthält etwa 450 Exponate.